# Nakamtinga
Ne doit pas être confondu avec Nakamtenga (homonymie).
Nakamtinga est une localité située dans le département de Koubri de la province du Kadiogo dans la région Centre au Burkina Faso. En 2006, cette localité comptait 853 habitants dont 51,9 % de femmes.